# 444 î.Hr.
Anul 444 î.Hr. a fost un an de dinaintea Calendarului Iulian. La acea vreme era cunoscut ca Anul tribunatului lui Atratinus, Siculus și al lui Luscus și ca Anul consulatului lui Mugillanus și al lui Atratinus (sau, mai rar, anul 310 Ab urbe condita).
Numerotarea acestui an ca 443 î.Hr. a fost folosită încă din perioada medievală, când era medievală Era Noastră a devenit metoda principală de numerotare a anilor în Europa.

## Evenimente

### Grecia
- Facțiunile conservatoare și democratice din Atena se confruntă. Ambițiosul nou lider al conservatorilor, Tucidides, îl acuză pe liderul democraților, Pericle, de imoralitate și îi critică planurile scumpe de construcție. La început, Tucidides reușește să câștige suportul ecclesiei. Cu toate acestea, Pericle îi convinge încet pe ateniei să îi susțină partea.

### Imperiul Persan
- Lui Nehemiah, umplătorul evreu de pahare al regelui Artaxerxes I, i se dă permisiunea regelui de a se întoarce în Ierusalim. El ia funcția de guvernator al Iudeei și începe să reconstruiască unele părți ale regiunii.

### Republica Romană
- Începe consulatul lui Lucius Papirius Mugillanus și al lui Lucius Sempronius Atratinus din Republica Romană.[1]

## Nașteri

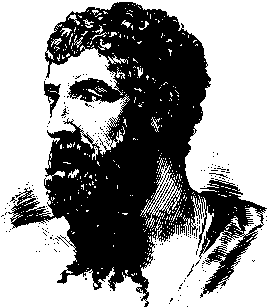
Aristofan, numit și "Părintele Comediei"

- Agesilaus al II-lea, viitor rege al Spartei (d. ?)
- Antistene, filozof grec (d. 365 î.Hr.)
- 446 î.Hr.: Aristofan, dramaturg grec (d. 386 î.Hr.)
- Conon din Atena, strateg militar (d. ?)